# ارمال متا
ارمال متا (به انگلیسی: Ermal Meta) (زاده ۲۰ آوریل ۱۹۸۱) خواننده، ترانه سرا آلبانیایی است.
او به همراه فابریزیو مورو نماینده ایتالیا در یوروویژن ۲۰۱۸ بود و به مقام پنجم دست یافت.